# Козанешти (Сучава)
Козанешти (рум. Cozăneşti) насеље је у Румунији у округу Сучава. Oпштина се налази на надморској висини од 900 m.

## Становништво
Према подацима из 2002. године у насељу је живело 370 становника, од којих су сви румунске националности.